# Папа Сергије II
Папа Сергије II (лат. Sergius II; умро 24. јануара 847) је био 102. папа од јануара 844. године до своје смрти. Понтификат му је обележен сараценском пљачком Рима 846. године.

## Биографија
Рођен је у племићкој породици између 785. и 795. године у Риму. Папа Стефан IV био му је блиски рођак и поставио га је за ђакона. Након смрти папе Гргура IV (25. јануар 844), архиђакон Јован VIII проглашен је за антипапу док је племство изабрало Сергија. Спор је решен војним сукобом у коме је племство однело победу над антипапом. Сергије је наложио да се Јовану поштеди живот. Потом је изабран за римског епископа без потврде франачког суда што није у складу са документом познатим као Constitutio romana кога је 817. године донео Лотар I. У складу са овим документом, католичка црква стављена је у подређени положај у односу на Каролиншко царство. Избор папе није могао бити пуноважан без присуства цара.

## Понтификат
Светоримски цар Лотар I није мирно прешао преко кршења Constitutio romana. Послао је војску на челу са својим сином Лујем који је недавно проглашен за вицекраља Италије. Луј је постигао споразум са папом Сергијем. Папа га је крунисао за краља Ломбардије, али није пристао на све захтеве који су му постављени. Сергије је изградио више грађевина у Риму користећи се новцем којег је, према неким изворима, стекао на сумњив начин. Симонија је била веома заступљена у време папе Сергија
Сергијев понтификат обележен је сараценском пљачком Рима. Сарацени нападају луку Остију 24-5. августа 846. године. Највероватније су сараценски пирати дошли из својих база на Сицилији и јужној Италији. Римска милиција се није супроставила нападачима већ се, заједно са папом Сергијем, повукла у заштиту Аурелијанових зидова. Базилике Светог Петра и Павла опљачкане су том приликом. Сергије је био упозорен на долазак Сарацена, али није организовао адекватну одбрану града
Сергије је умро током преговора са двојицом патријарха 24. јануара 847. године. Наследио га је папа Лав IV